# Titularbistum Lappa
Lappa ist ein Titularbistum der römisch-katholischen Kirche. 
Es geht zurück auf ein untergegangenes Bistum der gleichnamigen antiken Stadt auf Kreta, das der Kirchenprovinz Gortyn angehörte.
| Titularbischöfe von Lappa |                                         |                                                     |                |                  |
| Nr.                       | Name                                    | Amt                                                 | von            | bis              |
| 1                         | Jean-Pierre Fayolle MEP                 | Apostolischer Vikar in Süd-Sichuan (Republik China) | 5. Juli 1909   | 19. Oktober 1931 |
| 2                         | Bartolomé Pascual Marroig               | Koadjutor von Menorca (Spanien)                     | 8. Mai 1936    | 4. März 1939     |
| 3                         | Michał Kozal                            | Weihbischof in Włocławek (Polen)                    | 10. Juni 1939  | 26. Januar 1943  |
| 4                         | Carlos de la Trinidad Borge y Castrillo | Weihbischof in Granada (Nicaragua)                  | 23. April 1945 | 22. Juli 1973    |